# どぶろっく
どぶろっくは、浅井企画所属のお笑いコンビ。コンビ名の由来は、「どぶのような男（森）」と「ろくでもない男（江口）」から。キングオブコント2019王者。

## メンバー
森 慎太郎（もり しんたろう、1978年10月7日（46歳） - ）
ツッコミあるいはボケ・ギター&ボーカル担当。立ち位置は向かって左。
佐賀県三養基郡基山町出身（出生地は福岡県）、佐賀県立鳥栖高等学校・福岡大学を卒業。既婚。
身長173 cm、体重60 kg、血液型A型。
ギター歴は「もしかしてだけど」発表の1年半前に2012年頃から始めて、使用ギターはリトルマーティンシリーズ（LXME / LX Black）、オベーション セレブリティ CS24-5、マーティン D-18。
趣味はバイク、ギター。特技はコーラス、油絵。
江口 直人（えぐち なおと、1978年4月4日（47歳） - ）
ボケ・ネタ作り及び作詞作曲&ボーカル担当。立ち位置は向かって右。
佐賀県三養基郡基山町出身、佐賀県立鳥栖高等学校・福岡大学を卒業。
身長168 cm、体重73 kg、血液型O型。既婚。
曲作りに使用するギターは、ヤマハ APX-8A。
趣味は爬虫類飼育。特技は恋。

## 来歴
2人は江口の通う保育園に森が転入してから、小学校、中学校、高校、大学とずっと一緒の学校の同級生だった。共にサッカー部所属だった高校時代から仲良くなった。大学卒業後、ミュージシャンを目指していた江口が、役者志望で上京していた森を誘い、2004年10月にコンビ結成。2006年に一度解散し江口は他の人とバンドを組むもデビューできず、森は2カ月くらいピン芸人をして再び役者を志し始めたが、翌年5月に江口の誘いでコンビを再結成。以後『お笑いネオネオダイナマイトショー』『たけのこライブ』『55☆NEXT!!』等の事務所ライブの他、多くのお笑いライブに出演している。
2008年からバラエティ番組『あらびき団』（TBSテレビ）へ出演、主なネタは身近にいる女性をテーマに、非常に細かな観察眼を活かした生々しく下品でありながら聴くものの共感を集める歌を披露。MCだった東野幸治からの評価は「我が家の下ネタが軽く見える。坪倉君なんて爽やか」というものであった。最初のネタ見せの反応が芳しくなく「他にネタはないのか」というスタッフの要求に対して歌を披露したのが始まりであったが、以降歌ネタ以外させてもらえなくなった。『M-1グランプリ2010』では準々決勝進出。
2009年は『エンタの神様』（日本テレビ）でトリを務めることが多かった。『キングオブコント2009』で3回戦進出。同年9月30日、CCRE MUSICよりアルバム『どぶロケンロール』でCDデビューする。
2012年より『ごきげんブラザーズ』名義で『ライオンのごきげんよう』（フジテレビ）に出演。また森が座長となり『劇団森』を結成、同年5月22日に旗揚げ公演『マカロニ』をしもきた空間リバティで行う。8月21日には「どぶろっく単独ライブ『先走れエロス』〜抱きたいから、聴かせたい歌がある〜」を、同じくしもきた空間リバティで行っている。
2013年5月18日、『歌ネタ王決定戦2013』（毎日放送）で決勝進出し第4位となる。同年5月22日、テイチクレコードよりレーベル移籍第1弾シングル『もしかしてだけど』をリリース。同年10月19日には、森がリトルマーティンを使用している縁から、マーティンクラブ・ジャパンのイベントに出演。この年は、NTT西日本のCM出演がきっかけで西日本エリアの営業の仕事が急増。年間162本の営業をこなし、テツandトモを抑えて「営業No.1芸人」となる。また、同年11月30日発売のファッション雑誌『ニコラ 』1月号で発表された中学生アンケートの結果、芸能ランキング好きな芸人部門1位を獲得する。12月25日には、森が一般女性との結婚を発表。
2014年7月4日、江口が特定外来生物であるカミツキガメを届け出をせず飼育したため外来種被害防止法違反で書類送検された。これは同年6月13日、カメが江口不在の時に自宅マンション9階のベランダの隙間から転落、それを通行人が発見したことで事態が発覚したもの。カメは甲羅陥没の怪我を負ったという。同年8月7日に同法違反の罪で略式起訴され、12日に罰金30万円の略式命令を言い渡された。なお、江口はこのカメを法律の改正される2005年より4年前である2001年頃に購入しており、法律の全容を把握しておらず、また自宅のベランダに置かれたプラスチック製容器の中で飼育するなど、安全管理が杜撰であった。
同年7月、同じ浅井企画所属で同学年（4人とも）のコンビ・流れ星☆の単独ライブDVD『ベストネタライブ「回帰」』のエンディング・テーマとして『おんなじ拳』を楽曲提供。9月には、音楽クリエイター集団『オフィス樋口』とともに、6人編成のロックバンド『どぶろっかーず』を結成。同年11月7日にライブデビューし（渋谷 gee-ge.）、都内ライブハウスや各種音楽フェスを中心に活動を始めた。同年11月18日〜22日には、森が『文化人・芸能人の多才な美術展2014』（渋谷 BUNKA FASHION INCUBATION）に自画像を出展。また同年11月26日には、『水曜日のダウンタウン』（TBSテレビ）の「替え歌最強トーナメント」で嘉門達夫を破り優勝した。この年は、ORICON STYLEによる『2014年上半期"最もブレイクした"と思うお笑い芸人』アンケートの結果、第1位を獲得すると共に、『2014年ブレイク芸人ランキング』では、日本エレキテル連合に続き第2位を獲得している。
2015年2月、ビートたけしが審査委員長を務める『東京スポーツ 第15回ビートたけしのエンターテインメント賞 日本芸能賞』に選出。同年3月、TIMERSによるアンケート『子育てパパ・ママが選ぶ好きな歌ネタ芸人』の結果、第1位を獲得する。同年3月4日には、シングル『新・○○な女』、及び書籍『○○な女』を同時発売。同書の巻頭グラビアでは、江口がカメラマンとして女性モデル17名を撮影した。また初の映画主題歌を担当、同年5月23日公開の関根勤初監督作品となる映画『騒音』に『テカる星屑達』を書き下ろすと共に出演もしている。同年6月21日には大河ドラマ『花燃ゆ』へ初出演、森は一橋慶喜、江口は島津久光を演じた。同年9月9日には『歌ネタ王決定戦2015』で決勝進出、第3位となる。同年12月16日には『どぶろっかーず』としてCDデビュー。シングル『女のかわいさはんぱない!』とアルバム『もしかしてだけど、バンドアルバム』を同時リリースした。
2016年1月1日、江口が一般女性との結婚を発表。
2018年7月21日、出身地の基山町をアピールする曲「佐賀の先っぽ基山」を発表すると共に、ふるさと大使に任命される。基山町のふるさと大使は漫画家の原泰久に続いて2人（組）目。
2019年9月21日、7年ぶりにエントリーした『キングオブコント 2019』で決勝進出。『パラビき!パラビき!あらびき団 〜四天王編〜』（TBSテレビ）や『シモネタGP』（AbemaTV）、『歌ネタ王決定戦2018』（毎日放送）の最終ステージで披露していたミュージカル風コント「農夫と神様」に、類似ネタの「山男と神様」を加えた2本分披露、圧倒的な点数で優勝した。本人たちはこのネタで『キングオブコント』に挑戦するつもりはなかったが、『シモネタGP』で司会を務めていたケンドーコバヤシから「もっと大きな大会でやった方がいいぞ」「一晩勝負だったら絶対に勝つ」と勧められたことにより、出場を決めたという。

## 芸風
「むっつりスケベの森です」「がっつりスケベの江口です」という自己紹介の後、ネタに入ることが多い。テレビでは歌ネタが中心だが、ライブでは漫才やコントも演じている（コントでは作り込んだ設定が多い）。歌ネタには、前半で「○○っつーのは」と歌いながらボケを挟みつつテーマの説明をして、後半ではテーマと一言ネタやテーマにまつわるあるあるネタを交互に歌い合うもの、「もしかしてだけど」「○○な女」といったタイトルのものがある。また、「おだんご三姉妹」のような替え歌ネタもある。
『エンタの神様』ではギターを持ちながら歌っているが、弾くのは前奏のみで歌っている時は基本的にアカペラ。また、『あらびき団』など深夜番組では下ネタ中心の歌ネタを披露する機会が多い。『エンタの神様』では、視聴者層が『あらびき団』に比べ低いため下ネタは封印している。これは番組側から警告されたのではなく、自主規制だという。『ザ・イロモネア - ゴールドラッシュ』では『あらびき団』同様に下ネタで挑戦している。

## 賞レース
- 2008年 M-1グランプリ 3回戦進出
- 2009年 キングオブコント 3回戦進出
- 2010年 M-1グランプリ 準々決勝進出
- 2013年 歌ネタ王決定戦 決勝進出 第4位
- 2015年 歌ネタ王決定戦 決勝進出 第3位
- 2016年 歌ネタ王決定戦 決勝進出 第4位
- 2018年 歌ネタ王決定戦 決勝進出 第2位
- 2018年 あらびき団四天王トーナメント2018  決勝進出 あらびき最強四天王神 獲得
- 2018年 シモネタGP2018シモ半期 優勝[35]
- 2019年 歌ネタ王決定戦  準決勝進出
- 2019年 キングオブコント 優勝[3][4][5][6]
- 2021年 賞金奪い合いネタバトル ソウドリ〜SOUDORI〜 お笑いの日SPバトル 優勝
- 2022年 ダウンタウンのガキの使いやあらへんで! D-1グランプリ 優勝

## どぶろっかーず
どぶろっかーずはどぶろっくの江口直人、森慎太郎の2人と、音楽クリエイター集団OFFICE HIGUCHIのメンバー樋口聖典、樋口太陽、木村亮一、中村皓の4人で結成された6人組バンド。
2014年の結成後、都内ライブハウスを中心に定期的なライブを行い、マキタスポーツEXPO、ヤツイフェスティバルといったお笑い系フェス等にも出演。
そんなライブでのパフォーマンスが認められ、遂にサマーソニック2015にバンドとして出演を果たす。
2015年12月16日、シングル『女のかわいさはんぱない！』、アルバム『もしかしてだけど、バンドアルバム』を同時リリースした。
どぶろっくの2ndアルバム『もしかしてだけど、アルバム』の制作に関わっていた樋口聖典を中心に、その時の制作メンバーで結成されており、基本的にどぶろっくとしての活動と地続きになっている。
2025年現在、音源のリリースは2015年リリースのシングルとアルバムのみで、2016年以降はどぶろっく名義のリリースに戻ったが、それ以降もライブ活動等は不定期で行われている。

## 作品

### シングル
|     | 発売日         | タイトル                                   | 規格品番   | 収録曲 | 備考                                                      |
| --- | -------------- | ------------------------------------------ | ---------- | --- | --------------------------------------------------------- |
| 1st | 2013年5月22日  | もしかしてだけど                           | TECH-15335 | 1. もしかしてだけど【作詞作曲:江口直人/編曲:樋口聖典】 2. 働くオンナ【作詞作曲:江口直人/編曲:樋口聖典】 3. もしかしてだけど（小学生Ver.） 4. もしかしてだけど（18禁Ver.） 5. もしかしてだけど（オリジナル・カラオケ） 6. 働くオンナ（オリジナル・カラオケ） 7. もしかしてだけど（アコースティック・カラオケ） | テイチクエンタテインメント オリコン最高120位、登場回数5回 |
| 2nd | 2014年1月1日   | 新・もしかしてだけど                       | TECH-10374 | 1. 新・もしかしてだけど【作詞作曲:江口直人/編曲:樋口聖典】 2. 本当に伝えたいこと【作詞作曲:江口直人/編曲:丸谷マナブ】 3. もしかしてだけど（高級料亭向け）【作曲:江口直人/編曲:樋口聖典、宮川祐史】 4. 新・もしかしてだけど（オリジナル・カラオケ） 5. 本当に伝えたいこと（オリジナル・カラオケ）              | テイチクエンタテインメント                                |
| 3rd | 2014年6月18日  | もしかしてだけど〜Maybe...Yes, I'm sure!〜 | TECH-10407 | 1. もしかしてだけど〜Maybe...Yes, I'm sure!〜【作詞作曲:江口直人/英詞:関根麻里/編曲:中村皓】 2. もしかしてだけど〜夏〜【作詞作曲:江口直人/編曲:樋口太陽、大西浩二】 3. もしかしてだけど〜Maybe...Yes, I'm sure!〜（オリジナル・カラオケ） 4. もしかしてだけど〜夏〜 （オリジナル・カラオケ）                  | テイチクエンタテインメント オリコン最高132位              |
| 4th | 2014年6月18日  | やってはいけない！                         | TECH-10408 | 1. やってはいけない!【作詞作曲:江口直人/編曲:樋口聖典、宮川祐史】 2. 浅川さん【作詞作曲:江口直人/編曲:樋口聖典、宮川祐史】 3. 二つの想い【作詞作曲:江口直人/編曲:丸谷マナブ】 4. やってはいけない! (オリジナル・カラオケ)                                                                                     | テイチクエンタテインメント                                |
| 5th | 2015年3月4日   | 新・○○な女                                 | TECH-12425 | 1. 新・○○な女【作詞作曲:江口直人/編曲:樋口聖典】 2. Sunny Day Love【作詞作曲:江口直人/編曲:中村皓】 3. テカる星屑達【作詞作曲:江口直人/編曲:樋口太陽】 4. 新・○○な女（オリジナル・カラオケ） 5. Sunny Day Love（オリジナル・カラオケ） 6. テカる星屑達（オリジナル・カラオケ）                                | テイチクエンタテインメント                                |
| 6th | 2015年12月16日 | 女のかわいさはんぱない!                    | TECH-13462 | 1. 女のかわいさはんぱない!【作詞:江口直人/作曲:どぶろっく/編曲:樋口太陽】 2. サヨナラ69【作詞作曲:どぶろっく/編曲:中村皓】 3. ○○な女（アコースティック・バージョン）【作詞作曲:江口直人/編曲:樋口聖典】 4. 女のかわいさはんぱない!（オリジナル・カラオケ） 5. サヨナラ69（オリジナル・カラオケ）              | どぶろっかーず名義 テイチクエンタテインメント             |
| 7th | 2016年8月31日  | 言いたい事がある                           | TECH-15488 | 1. 言いたい事がある 2. 言いたい事がある(18禁バージョン) 3. 言いたい事がある(オリジナルカラオケ) | テイチクエンタテインメント                                |

### 配信限定シングル
| 発売日        | タイトル |
| ------------- | --- |
| 2015年5月13日 | 英語でアレコレ（体のアレコレ） / 英語でアレコレ（顔のアレコレ）【作詞：どぶろっく、作曲：江口直人、編曲：樋口太陽】 |
| 2022年4月27日 | COWPER |
| 2022年5月4日  | amore mio |
| 2022年5月11日 | イチモツ音頭 歌:馬並春夫                                                                                            |
| 2022年5月18日 | 駄菓子屋のばあちゃんの歌                                                                                            |
| 2022年5月25日 | 私立自己中学校 |
| 2022年6月1日  | きぇんたま |
| 2022年6月8日  | 道 |
| 2022年6月15日 | 千羽鶴 |
| 2022年6月22日 | Stay Home～僕だけの居場所～                                                                                         |
| 2022年6月29日 | ドスケベ数え歌 歌：馬並春夫と竿山                                                                                   |
| 2022年7月6日  | フグ |
| 2022年7月13日 | Go Straight!～小さな奇跡～                                                                                          |
| 2022年7月20日 | 友達のままで |
| 2022年7月27日 | 雨宿り |
| 2022年8月3日  | ビーチク峠 歌：馬並春夫と竿山                                                                                       |
| 2022年8月10日 | promise |
| 2022年8月17日 | 僕だけなのかな |
| 2022年8月24日 | あなた酒 |
| 2022年8月31日 | stand up! |
| 2022年9月7日  | 農夫と神様～大きなイチモツ～                                                                                        |

### アルバム
|     | 発売日         | タイトル                         | 規格品番   | 収録曲 | 備考                                          |
| --- | -------------- | -------------------------------- | ---------- | --- | --------------------------------------------- |
| 1st | 2009年9月30日  | どぶロケンロール                 | CCRM-6020  | 1. オ・ン・ナ〜第1章2章3章4章歌詞ミックスダブル〜 2. 魅惑の高橋さん 3. セレブ 4. ワーキングピュア 5. ブリーフ 6. 魅惑のデルタゾーン 7. ブルマ〜モテ期〜聖夜 8. 卒 9. 風邪 10. S | CCRE MUSIC                                    |
| 2nd | 2013年11月20日 | もしかしてだけど、アルバム       | TECH-30360 | CD 1. わかったことがある【作詞:江口直人/作曲編曲:杉浦琢雄】 2. ○○な女【作詞作曲:江口直人/編曲:窪田晴男】 3. サロン・ド・スケベ【作詞作曲:江口直人/編曲:樋口聖典】 4. 新・もしかしてだけど【作詞作曲:江口直人/編曲:樋口聖典】 5. 本当に伝えたいこと【作詞作曲:江口直人/編曲:丸谷マナブ】 6. 僕なりのプロポーズ【作詞作曲:江口直人/編曲:丸谷マナブ】 7. できることなら【作詞作曲:江口直人/編曲:窪田晴男】 8. 梅干の種のしろいとこ【作詞作曲:江口直人/編曲:窪田晴男】 9. 森のうた【作詞作曲:江口直人/編曲:樋口聖典】 10. 最高のふたり【作詞作曲:江口直人/編曲:中村皓】 11. 魅惑のパンティライン【作詞作曲:江口直人/編曲:樋口太陽、大西浩二】 12. イッツ・ロンリー・クリスマス【作詞作曲:江口直人/編曲:中村皓、樋口聖典】 13. アイムジャスタマン【作詞:江口直人/作曲編曲:窪田晴男】 14. もしかしてだけど(高級料亭向け)【編曲:樋口聖典、宮川祐史】 DVD 1. わかったことがある（Music Video） 2. レコーディングドキュメンタリー&窪田晴男氏インタビュー 3. 「もしかしてだけど」CD発売 4. 追跡!どぶろっく、歌ネタができるまで 5. 女芸人お宅訪問 6. 劇団森 7. もしかしてだけど（Music Video） | テイチクエンタテインメント オリコン最高93位   |
| 3rd | 2015年12月16日 | もしかしてだけど、バンドアルバム | TECH-30463 | CD 1. 女のかわいさはんぱない!【作詞:江口直人/作曲:どぶろっく/編曲:樋口太陽】 2. ガラ・ルファ【作詞作曲:江口直人/編曲:木村亮一】 3. 新・○○な女【作詞作曲:江口直人/編曲:樋口聖典】 4. 言いたい事がある【作詞作曲:江口直人/編曲:樋口聖典】 5. ずっとずっと、ありがとう。【作詞作曲:江口直人/編曲:樋口太陽】 6. モリンプロヴィビゼーション【作曲:森慎太郎/編曲:中村皓】 7. しこれども【作詞作曲:江口直人/編曲:中村皓】 8. セクシャル・アドベンチャー【作詞:江口直人/作曲編曲:樋口太陽】 9. サヨナラ69【作詞作曲:どぶろっく/編曲:中村皓】 10. 女っつーのは【作詞作曲:江口直人/編曲:樋口聖典】 11. もしかしてだけど〜Maybe…Yes,I'm sure!【作詞作曲:江口直人/英詞:関根麻里/編曲:中村皓】 12. 本当に伝えたいこと（アカペラ・バージョン）【作詞作曲:江口直人/編曲:樋口聖典】 DVD 1. 女のかわいさはんぱない!（ミュージックビデオ） 2. 木村亮一ドキュメンタリー CD-R（Amazon.co.jp 限定） 1. もしかしてだけど（まじめバージョン） | どぶろっかーず名義 テイチクエンタテインメント |
| 4th | 2022年9月21日  | バストアルバム                   | TECE-3670  | CD 1. COWPER【作詞作曲:どぶろっく】 2. amore mio【作詞作曲:どぶろっく】 3. イチモツ音頭【作詞作曲:どぶろっく】 4. 駄菓子屋のばあちゃんの歌【作詞作曲:どぶろっく】 5. 私立自己中学校【作詞作曲:どぶろっく】 6. きぇんたま【作詞作曲:どぶろっく】 7. 道【作詞作曲:どぶろっく】 8. 千羽鶴【作詞作曲:どぶろっく】 9. Stay Home～僕だけの居場所～【作詞作曲:どぶろっく】 10. ドスケベ数え歌【作詞作曲:どぶろっく】 11. フグ【作詞作曲:どぶろっく/編曲:大貫祐一郎】 12. Go Straight!～小さな奇跡～【作詞作曲:どぶろっく/編曲:大貫祐一郎】 13. 友達のままで【作詞作曲:どぶろっく/編曲:大貫祐一郎】 14. 雨宿り【作詞作曲:どぶろっく/編曲:大貫祐一郎】 15. ビーチク峠【作詞作曲:どぶろっく/編曲:大貫祐一郎】 16. promise【作詞作曲:どぶろっく/編曲:大貫祐一郎】 17. 僕だけなのかな【作詞作曲:どぶろっく/編曲:大貫祐一郎】 18. あなた酒【作詞作曲:どぶろっく/編曲:大貫祐一郎】 19. stand up!【作詞作曲:どぶろっく/編曲:大貫祐一郎】 20. 農夫と神様～大きなイチモツ～【作詞作曲:どぶろっく/編曲:大貫祐一郎】                                                                                   |                                               |

### DVD
|     | 発売日         | タイトル                                | 規格品番   | 収録ネタ・収録曲 | 備考                                                      |
| --- | -------------- | --------------------------------------- | ---------- | --- | --------------------------------------------------------- |
| 1st | 2009年11月25日 | どぶろっく「ほっといてくれんさい」      | CCRE-8846  | 収録ネタ 1. オープニング 2. ボクシング（タイトルマッチ前） 3. 男子トイレ 4. 歌ネタ その1 5. オ・ン・ナ〜第1章2章3章4章歌詞ミックスダブル〜 6. 自殺 7. ギネス 8. 歌ネタ その2 9. ブルマ~モテ期〜聖夜 10. ボクシング（タイトルマッチ後） 11. Pretty Ossan 12. 歌ネタ その3 13. 卒業 14. 俺の親父のラーメン屋 15. 新弟子男優 映像特典 1. キャバクラのシチュエーションで歌わせてみた! 2. 「歯医者で恋して」 3. レコーディング風景をPV風にしてみた! | CCRE MUSIC                                                |
| 2nd | 2014年07月02日 | もしかしてだけど、ミュージックビデオDVD | TEBN-21050 | 1. もしかしてだけど 2. わかったことがある 3. 僕なりのプロポーズ 4. やってはいけない! 5. 魅惑のパンティライン 6. 新・もしかしてだけど 7. ○○な女 8. もしかしてだけど〜Maybe…Yes,I'm sure!〜 9. 魅惑のパンティライン（レッスン・バージョン） | テイチクエンタテインメント オリコン最高251位、登場回数1回 |

### 参加作品
| 発売日         | タイトル                                               | 規格品番   | 収録曲 | 備考                         |
| -------------- | ------------------------------------------------------ | ---------- | --- | ---------------------------- |
| 2009年10月21日 | あらびき団フェス 〜歌ネタをCDにしちゃいました! Vol.1〜 | YRCN-95135 | CD 1.O・N・NA 2.魅惑のパンティライン 3.聖夜 4.魅惑のエリー 5.放課後の純情 6.魅惑の高橋さん 7.ワーキング・ピュア 8.オフィスで恋して 9.歯医者で恋して 10.思い出に恋して 17.Dear WOMAN / どぶろっく feat. モンスターエンジン 西森 DVD 1.思い出に恋して ビデオクリップ 3.Dear WOMAN ビデオクリップ / どぶろっく feat. モンスターエンジン 西森 | よしもとアール・アンド・シー |

### 提供作品
| 発売日         | タイトル         | 規格品番   | 収録曲                                                                 | 備考                                                            |
| -------------- | ---------------- | ---------- | ---------------------------------------------------------------------- | --------------------------------------------------------------- |
| 2015年10月14日 | 岐阜ミーチャンス | PCCA-70449 | 2. おんなじ拳【作詞作曲:江口直人/編曲:大石昌良】4. おんなじ拳 カラオケ | 流れ星へ提供 ポニーキャニオン オリコン デイリーCDランキング17位 |

### ミュージックビデオ
| 公開日         | 曲名                                        | 監督               |
| 2013年5月15日  | もしかしてだけど                            | 田中情             |
| 2013年10月31日 | わかったことがある                          | 田中情             |
| 2013年12月12日 | 新・もしかしてだけど                        | 田中情             |
| 2013年12月26日 | 僕なりのプロポーズ                          | 田中情             |
| 2014年6月16日  | もしかしてだけど 〜Maybe...Yes, I'm sure!〜 | 田中情             |
| 2014年6月16日  | 魅惑のパンティライン (ダンスレッスン ver.)  | 不明               |
| 2014年6月17日  | やってはいけない！                          | 諸江亮             |
| 2014年7月2日   | ⚪⚪な女                                    | 田中情             |
| 2014年7月2日   | 魅惑のパンティライン                        | 不明               |
| 2015年2月26日  | 新・⚪⚪な女                                | Takeshi Jac Cosaca |
| 2015年5月14日  | テカる星屑達（映画騒音主題歌）              | 舘川範雄           |
| 2015年11月20日 | 女のかわいさはんぱない!                     | 庭月野議啓         |
| 2016年8月17日  | 言いたい事がある                            | 不明               |
| 2020年11月30日 | やってはいけない！                          | 諸江亮             |
| 2020年11月30日 | 言いたい事がある                            | 不明               |
| 2020年11月30日 | 僕なりのプロポーズ                          | 田中情             |
| 2020年11月30日 | もしかしてだけど 〜Maybe...Yes, I'm sure!〜 | 田中情             |
| 2021年5月26日  | 新・もしかしてだけど                        | 田中情             |
| 2022年9月7日   | 農夫と神様～大きなイチモツ～                | 不明               |

## 出演

### テレビ

#### バラエティ・情報番組

##### 現在レギュラー出演している番組
- ケンコバのバコバコテレビ（サンテレビ、KBS京都・ぎふチャン） - コーナーレギュラー
- 千鳥のクセがスゴいネタGP（2020年 - 、フジテレビ） - 準レギュラー
- 有吉の壁（2020年 - 、日本テレビ） - 準レギュラー
- どぶろっくの一物（2022年4月2日 - 土曜18時、サガテレビ）[56]

##### 過去にレギュラー出演していた番組
- エンタの神様（日本テレビ、2009年から主にエンディングで出演） - キャッチコピーは「主観と客観のユニゾン」[57]
- エンタの天使（2009年9月30日 / 第12回、日本テレビ） - キャッチコピーは「主観と客観のユニゾン」
- カンニングの恋愛中毒（GyaO・ShowTime・goomo、2010年1月29日 - [注 10]）
- ライオンのごきげんよう（2012年1月 - 2014年3月、フジテレビ）
  - 月曜コーナー「今日のゲストはどんな人? ソングSHOW」に『ごきげんブラザーズ』名義で出演
  - 2012年9月からは「もしかしてだけどソングSHOW」に同じく『ごきげんブラザーズ』名義で出演
- おはスタ（2014年4月11日 - 2015年3月27日、テレビ東京） - 金曜レギュラー
- バイキング（2014年7月25日 - 8月29日、フジテレビ） - 夏休みスペシャルレギュラー
- どぶろっくPresentsもしかして×2（2015年10月19日 - 、千葉テレビ）
- ZIP! 〜1分動画笑〜（日本テレビ） - 不定期
- どぶから龍（2019年7月1日 - 2020年3月1日、ケーブルテレビ品川）
- どぶろっくと山岸逢花の #やらかしジャッジメント（2021年11月3日 - 2022年3月23日、刺激ストロングチャンネル）
- ぽかぽか (2023年1月9日 - 13日、フジテレビ) - 初回放送特集コーナー「FNSおすすめジモTV」,サガテレビ「どぶろっくの一物」[58]
- ぽかぽか (2023年2月 - 2023年6月、フジテレビ) - 金曜コーナー「ぶらぶら!ストリートのど自慢」担当

#### ドラマ
- 奇跡の教室（2014年6月28日、日本テレビ）
- ゴーストライター（2015年2月10日、フジテレビ）
- 大河ドラマ・花燃ゆ 第25回「風になる友」（2015年6月21日、NHK総合・NHK BSプレミアム） - 一橋慶喜 役（森）、島津久光 役（江口）
- 天才バカボン〜家族の絆（2016年3月11日、日本テレビ）
- 99.9-刑事専門弁護士- 第6話（2016年5月22日、TBSテレビ）
- 東京の雪男 第1話（2023年2月4日、NHK Eテレ）- 研一〈40〉役 ※江口のみ[59][60]

### ラジオ

#### 現在のレギュラー番組
- もしかして どぶろっくだけど!?（栃木放送、山梨放送、福井放送、静岡放送、ABCラジオ、四国放送、高知放送、KBCラジオ、琉球放送）[61]
- 大竹まこと ゴールデンラジオ!（2020年4月3日 - 2023年3月24日、文化放送） - 隔週金曜日「大竹サテライト　レポーター」

### Web

#### 動画配信
- どぶろっくのニコジョッキー(仮)（2013年3月29日、ニコジョッキー）
- どぶろっくのニコジョッキー 響け! ドブから豚キムチ（2013年4月30日 #1 - 2014年4月29日 #4、ニコジョッキー）
- スパローズのギリギリアウツ!?（2013年8月1日 #67、ニコジョッキー）〜 かすみ果穂緊急ファンミーティング! かすみ果穂大好き芸人大集合!SP!
- 人類プロレスラー計画 中西ランド（2015年5月29日 #137、テレ朝動画）
- どぶろっく森のどぶろっく森?（ニコジョッキー、2015年6月30日 #1 - 2016年3月29日 #3）- 森のみ（レギュラー）
- ピタペラポン・どぶろっくの英語でアレコレ『顔のアレコレ』『体のアレコレ』『虫のアレコレ』『動物アレコレ』『魚のアレコレ』（2015年4月21日 - 9月、YouTubeチャンネル、ハグカム）
- ゴーン・ゴーン・ゴーン〜ずっと君のために（2015年6月15日、YouTubeチャンネル、ユニバーサルミュージックジャパン）[62]
- パラビき!パラビき!あらびき団 〜四天王編〜（2018年4月 - 7月、Paravi）
- どぶろっくの金曜The NIGHT（2019年1月12日 - 3月30日[63]、AbemaTV）
- グラグラメゾン♥東京 ～平古祥平の揺れる思い～（Paravi、2019年10月21日 - ） - バーテンダー 役（江口）

#### 音楽配信
- こぶしまる音頭（2015年7月2日、テイチクレコード）[64]

### 映画
- ガクドリ（2011年4月9日公開）
- 騒音（2015年5月23日公開、関根勤監督） - 妄想内歌手 役
- クモとサルの家族（2023年3月公開予定、リアルプロダクツ）（江口）[65]

### CM
- 金沢ケーブルテレビネット（2010年）
- エイチーム 引越し侍『もしかしてだけど篇』（2013年）
- NTT西日本 フレッツ光 どーんと割『ネット料金、新時代篇』『SHINOBI篇（マンションタイプ）』『SHINOBI篇（ファミリータイプ）』（2013年）
- 広島県 消費者被害防止キャンペーン『キャッチセールス商法篇』『出会い系サイト篇』『内職商法篇』（2013年）
- パナソニック『エコナビ "開けてオドロキ" もしかして劇場』（2014年）
- 日本スポーツ振興センター BIG『黒木の後輩・森、江口の証言篇』（2015年）
- NHK 大河ドラマ・花燃ゆ『もしかしてだけど 大河篇』（2015年）
- 佐賀県酒造組合 The SAGA認定酒『女のThe SAGA』（2015年）[66][67]
  - 第1話『メガネのチャラ男と女のSAGA篇』
  - 第2話『絶叫系女子と女のSAGA篇』
  - 第3話『残念な上司と女のSAGA篇』
  - 第4話『外国かぶれ系女子と女のSAGA篇』
  - 第5話『酒と涙と女のSAGA篇』
  - 最終話『愛とキセキと女のSAGA篇』
  - Web限定ムービー『佐賀県知事篇』
  - Web限定ムービー『佐賀県酒造組合会長篇』
- JA全農いわて いわて純情米・銀河のしずく『宇宙最強米への道』シリーズ（2017年）[68][69]
- ミクシィ 『モンスターストライク モンストやったらハンターになった どぶろっく篇』（2017年）
- ユーキャン『立ち上がり篇』『OL篇』『サラリーマン篇』『専業主婦篇』『スイーツコンシェルジュ篇』（2018年）- 斎藤工、寺田心と共演。
- 味覚糖「特濃ミルク」TV-CM『特濃ミルク 片岡愛之助×どぶろっく』篇・Web-CM『WEBコント「特に濃いのをください」』篇（2020年）[70][71]
- 明星食品 「ロカボNOODLESおいしさプラス」『低糖質だけど篇』（2024年）※出演はどぶろっくのそっくりさんで、声は本人たち[72]。
- 白銅 企業CM 「白銅ミュージカルShow」篇（2024年-）[73]

### お笑いライブ

#### 単独
- どぶろっく単独ライブ『先走れエロス』〜抱きたいから、聴かせたい歌がある〜（2012年8月21日、しもきた空間リバティ）

#### 定期
- 55☆NEXT!!（浅井企画主催、新宿バティオス、毎月第1木曜日開催）
- お笑いダイナマイトショー（浅井企画主催、年1回開催）

### 舞台
- 劇団森
  - 第一回公演「マカロニ」（2012年5月22日、しもきた空間リバティ） - 森のみ
  - 第二回公演「最初で最後の青木さん」（2012年11月20日、しもきた空間リバティ） - 森のみ
- 劇団アボガドカフェ
  - 第一期第一回公演「ウェディングマン 〜スーツなやつらにご用心〜」（2012年9月5日 - 8日、中目黒GTプラザホール） - 森のみ
  - 第一期第二回公演「ソレ行け!! カフェマン」（2012年11月9日 - 11日、マウントレーニアホール渋谷プレジャープレジャー） - 森のみ

### オペラ
- 一般社団法人日本文化創成協会主催 オペラ『ひかりのゆりかご-熊になった男』（2017年7月7日、目黒パーシモンホール） - どぶろっく

### どぶろっく
- サマーソニック SIDE-SHOW MESSE（2010年8月8日・2012年8月19日・2013年8月10日・2015年8月16日）
- 嘉門達夫 真夏のカモン! EXPO!（2013年7月21日、万博記念公園お祭り広場）
- コヤブソニック（2012年9月30日・2013年9月16日）
- YATSUI FESTIVAL!（2012年2月18日・2013年6月22日・2014年6月21日）
- リリーフランキー ザンジバルナイト2013（2013年9月21日、STUDIO COAST）
- MARTIN CLUB JAPAN Presents Rebirth Tour 2013 〜きらめきの街へ〜 10th Anniversary（2013年10月19日、恵比寿ガーデンホール）
- MILKY BUNNY 2700 SPECIAL LIVE（2013年10月26日、渋谷クアトロ）
- 22nd Sunset Live 2014 -Love&Unity-（2014年9月6日、Surf Stage at 芥屋キャンプ場）
- MUSIC CUBE 15（2015年3月21日、アリスガーデン）
- MUSIC CIRCUS '15（2015年10月11日、大阪南港ATC HALL）
- いきものがかり結成20周年・BSフジ開局20周年記念 BSいきものがかり DIGITAL FES 2020 結成20周年だよ!! ～リモートでモットお祝いしまSHOW!!!～（2020年9月19日、オンライン）
- ジェニーハイ無観客ワンマンライブ「ベイビージェニー」（2020年10月27日、オンライン）
- 秋田CARAVAN MUSIC FES 2022（2022年9月17日）
- フジロックフェスティバル 2024前夜祭（2024年7月25日）

#### どぶろっかーず
- マキタスポーツ EXPO2015（2015年3月20日、TSUTAYA O-EAST）
- 栄ミナミ音楽祭 '15（2015年5月9日・10日）
- Shimokitazawa SOUND CRUISING 2015（2015年5月30日）
- バッジと音楽 in TOKYO 〜Six Cent Press.jp 10th Anniversary Party〜（2015年6月13日、代官山UNIT）
- YATSUI FESTIVAL! 2015（2015年6月21日）
- 音霊 OTODAMA SEA STU 2015（2015年7月26日）
- サマーソニック SIDE-SHOW MARINE（2015年8月16日）[74]
- 秋田CARAVAN MUSIC FES 2016（2016年9月3日・4日）

## 書籍
- どぶろっくの女っつーのは（2010年2月16日、扶桑社）
- ○○な女（2015年3月4日、宝島社）

### 連載
- どぶろっくの妄想かるた（2014年 - 2015年4月14日、東京スポーツ）
- どぶろっくのまいしゅう妄想（2015年4月21日 - 、東京スポーツ）
- どぶろっく師匠の"モテセク"論（2015年4月号 - 、ar、主婦と生活社）

## 関連商品
- タカラトミー「黒ひげ危機一発シリーズ」『どぶろっく危機一発なんじゃないの〜!』（2015年1月29日）[75]
- 妄想どぶショップ オリジナルグッズ
  - 妄想ダンベル指輪 ONE FINGER TYPE / TWO FINGER TYPE（2015年）
  - 女が"漢字る"妄想湯のみ茶碗（2015年）